# 炎の挽歌
「炎の挽歌」（かぎろいのばんか）は、西村朗の女声合唱組曲である。柿本人麿の三首の挽歌をテキストとする。

## 概説
東京レディース・シンガーズの委嘱により、1999年（平成11年）1月27日、同団の第19回定期演奏会で初演された。指揮＝前田二生。東京レディースの委嘱による西村の合唱曲は1992年（平成4年）の「寂光哀歌」（テキスト=平家物語「灌頂巻」）がありそれに続くものである。西村の自宅と前田の事務所とが近所であったことから、東京レディースとの仕事が続いた。
1990年代の西村の合唱曲は、「過ぎ去った時へのノスタルジー」が共通テーマとなっていて、古典的なテキストへの作曲が連続しているが、本曲はその最後の曲として位置づけられる。古典的なテキストを用いたのは「ぼくはテキストを選ぶときにね、出会い頭ってわけにいかないんですよ。相当時間がかかる。前から好きだった詩とか、興味をもっていたものがずーっと後になってやっとテキストになるという傾向が強いんです。」「万葉集なら高校生の頃から知ってますよね。（中略）寝かせている期間がないと、なかなか手が出ない」として、熟慮の末での作曲であることをうかがわせる。人麿のテキストによる西村の合唱曲は1990年（平成2年）に東京混声合唱団からの委嘱による「炎の孤悲歌」がありそれに続くものである。
タイトルの「炎」について西村は「まぼろしのようにゆれ動き、心底を照らす赤いほのおを意味しており、私の中でその語は、謎にみちた大歌人人麿の代名詞となっています。そうした思いを抱くようになったのは、人麿の次のような歌との出会いによります。
人麿の詩歌もまた不滅の炎（かぎろい）です。」としている。

## 曲目
全3曲からなる。全編無伴奏である。プロ合唱団のために書かれた経緯から、全音楽譜出版社の楽譜紹介では難易度は「中~上級」となっている。もっとも西村は「難しい難しいって話になってるけど、ぼくの作品の中では、これらのものの大半は穏当ですよ」として、難曲との指摘に反論している。
1. 明日香皇女への挽歌
女声四部合唱。亡くなった皇女のありし日の姿を明日香川の清流になびく美しい川藻になぞらえ、それが流れの中で消え去ってしまったかのごとき皇女の死に対する悲しみが切々とつづられる。が、ここではそれ以上に、ひとり残され血を吐くような悲嘆に身をふるわせる夫君への同情の念が胸を打つ[6]。
2. 石の中に死れる人への挽歌
女声二部合唱。讃岐国狭岑島の荒磯。岩の間で倒れ伏して死んでいる男の姿を見て詠んだ歌。前段では島の風光が雄大に描かれているが、死者に目をやった時、詩の調子は一変し、感情が激しくつきあげてくる。のちに石見国鴨山で謎の最期をとげる人麿が、自らの死の姿をここで予感したのかもしれない[6]。
3. 妻への挽歌
女声三部合唱。自分と子供を残して死んでいった妻への真情あふれる哀切な挽歌。妻と二人で過ごした思い出をつづり涙し、乳を乞うて泣く幼子と、わびしく日々を送るみじめなおのが暮らしを歌う。そして最後の部分では、妻の霊に会いたい一心から、死者がゆくという険しい山に入ってみたけれど、そこには何も見ることがなく、何も感じられなかったという。この挽歌はそこで絶句し、哀切の感を深めている[6]。
西村は「「妻への挽歌」の切々とした真情の吐露と絶句は、読む者の胸を打たずにはおきません。この挽歌への作曲時、私の目はしばしば涙でくもり、筆を休めつつ詩人の想いをかみしめました。」[3]として、人麿の詩歌の中でも特に印象的なものであったことを明かしている。

## 楽譜
全音楽譜出版社から出版されている。